# The Rocky Horror Picture Show
The Rocky Horror Picture Show è un film del 1975 co-sceneggiato e diretto da Jim Sharman.
Basato sullo spettacolo teatrale The Rocky Horror Show del 1973, di Richard O'Brien, sceneggiatore e autore delle musiche, nate per lo spettacolo e usate anche nel film. O'Brien appare nella pellicola anche come attore, nel ruolo del misterioso servitore Riff Raff.
La rivista statunitense Entertainment Weekly ha inserito il film al secondo posto della classifica "Top 50 cult movies" del 2003.
Nel 2005 è stato scelto per la conservazione nel National Film Registry della Biblioteca del Congresso degli Stati Uniti.

## Trama
(Il Dr. Frank-N-Furter)
Un criminologo racconta la storia di due giovani, Brad Majors e Janet Weiss.
Nel novembre del 1974, i due ragazzi partecipano a un matrimonio di due loro amici, al termine del quale Brad chiede a Janet di sposarlo. I due decidono di andare a visitare un loro ex docente universitario, il Dr. Scott, ma durante il viaggio si perdono in un bosco a notte fonda nel mezzo di un forte temporale, mentre alla radio Nixon annuncia le proprie dimissioni. Rimasti con una gomma forata, i due ragazzi vanno a cercare un telefono in un castello nelle vicinanze; ad accoglierli trovano il factotum Riff Raff e la domestica Magenta, che li portano nel salone principale, dove si sta svolgendo il ritrovo dei Transilvaniani, che ballano il Time Warp. L'esibizione spaventa Janet che chiede a Brad di andarsene. In quel momento entra in scena l'ambiguo Dr. Frank-N-Furter che li invita ad andare nel suo laboratorio.
Qui, con indosso un camice verde e dei guanti rosa, spiega loro di aver scoperto, per caso, un metodo per infondere la vita e, dopo un cenno a Riff Raff, questi fa scendere uno strano macchinario che viene azionato dal padrone di casa per far nascere la creatura: Rocky Horror. L'essere, un giovane biondo e muscoloso, viene liberato da Magenta e dalla groupie Columbia ma immediatamente fugge, apparentemente spaventato, dalle attenzioni del dottore. Frank-N-Furter riesce tuttavia a calmare la creatura mostrandogli dei doni: bilancieri, pesi e una cavallina, e spiega il suo piano utilizzando lo slogan culturista "In sette giorni posso fare di te un uomo". Per creare Rocky, il dottore ha utilizzato la metà del cervello di Eddie, un motociclista appassionato di Rock 'n roll. Un tempo amante di Columbia e poi del dottore, fu però successivamente rifiutato da questi poiché non abbastanza muscoloso. Il risveglio di Eddie dalla cella frigorifera scatena l'ira di Frank-N-Furter che lo uccide con un piccone.
Frank-N-Furter porta Rocky sul talamo nuziale e, più tardi, inizia alla vita sessuale sia Brad che Janet. Nel frattempo, Riff Raff terrorizza Rocky con il fuoco di un candelabro facendolo fuggire e, inseguito dai cani da guardia, la creatura finisce a rifugiarsi nella vasca dov'era nato. Janet, sconvolta dall'aver iniziato la propria vita sessuale con un uomo che non fosse Brad, entra nel laboratorio e, trovato Rocky, ha con lui un rapporto sessuale che viene spiato tramite delle telecamere da Magenta e Columbia.
Nel frattempo al castello giunge il Dr. Scott, che si scopre essere in sedia a rotelle, e Frank-N-Furter si convince che i due giovani siano delle spie inviate dal loro vecchio insegnante per rubare il suo lavoro. Condotto il Dr. Scott al laboratorio, Frank-N-Furter comincia ad interrogarlo ma improvvisamente un rumore svela la presenza di Rocky e Janet. Magenta irrompe nella stanza informando che la cena è pronta.
A tavola il clima è molto teso e il Dr. Scott spiega che il motivo della sua visita alla casa di Frank-N-Furter è la ricerca di suo nipote Eddie, che fin da piccolo è stato un ragazzo scapestrato e poco incline alle regole. Frank-N-Furter fa capire ai presenti che l'arrosto che stanno mangiando è in realtà Eddie stesso e, nell'indignazione generale, toglie la tovaglia rivelando il corpo esanime e mutilato del suo ex amante, adagiato in una bara dal coperchio di vetro usata come tavolo. I commensali fuggono via inorriditi e, inseguiti dal loro ospite, arrivano correndo fino al laboratorio.
Qui, Frank-N-Furter immobilizza i fuggitivi, ancorandoli al pavimento tramite uno speciale macchinario, il 'sonic transducer'. Dopo la spiegazione del Dr. Scott, nella quale viene rivelata la natura extraterrestre della tecnologia presente nel laboratorio, Frank-N-Furter pietrifica tutti con il raggio "Medusa" rendendoli delle statue.
Va quindi in scena uno spettacolo in cui gli ospiti di Frank-N-Furter sembrano aver preso la stessa libidine del dottore ma lo show viene interrotto da Riff Raff che, accompagnato da Magenta che come lui ora veste gli originali abiti da alieno, uccide Columbia, Frank-N-Furter e Rocky a causa della loro condotta poco ortodossa e troppo estrema. I fratelli transilvaniani Riff Raff e Magenta partono quindi con tutto il castello verso il pianeta Transexual, nella galassia Transilvania, permettendo prima a Brad, Janet e al Dr. Scott di abbandonarlo.
I tre si trovano così sperduti e confusi nella polvere lasciata dal decollo, mentre il narratore conclude la storia affermando che la razza umana è l'equivalente di insetti che strisciano sulla superficie del pianeta Terra, "persi nel tempo, nello spazio e nel significato".

## Colonna sonora
| Canzone                                                           | Interpreti principali                        | Altri interpreti                                 | Scena                                                                                           |
| ----------------------------------------------------------------- | -------------------------------------------- | ------------------------------------------------ | ----------------------------------------------------------------------------------------------- |
| Science Fiction/Double Feature                                    | Richard O'Brien (labbra di Patricia Quinn)   |                                                  | Tema d'apertura                                                                                 |
| Dammit, Janet!                                                    | Brad, Janet                                  | Riff-Raff, Magenta, Columbia                     | Matrimonio degli Hapschatt                                                                      |
| Over at the Frankenstein Place                                    | Brad, Janet                                  | Riff-Raff, Coro                                  | Notte piovosa sulla strada per raggiungere la casa del Dottor Scott                             |
| The Time Warp                                                     | Riff-Raff, Magenta, Columbia                 | The Criminologist, Transilvani                   | Salone da ballo del castello ed ufficio del criminologo                                         |
| Sweet Transvestite                                                | Frank-N-Furter                               | Riff Raff, Magenta, Columbia, Transilvani        | Salone da ballo del castello immediatamente dopo "Time Warp"                                    |
| The Sword of Damocles                                             | Rocky                                        | Riff-Raff, Magenta, Columbia, Transilvani        | Laboratorio                                                                                     |
| I Can Make You a Man                                              | Frank-N-Furter                               | Transilvani                                      | Laboratorio                                                                                     |
| Hot Patootie                                                      | Eddie                                        | Transilvani                                      | Laboratorio                                                                                     |
| I Can Make You a Man (Reprise)                                    | Frank-N-Furter                               | Janet, Transilvani                               | Laboratorio                                                                                     |
| Once in a While (canzone tagliata nella versione cinematografica) | Brad                                         |                                                  | Stanza da letto di Brad (inframezzata da scene di lui e Janet prese dalla prima parte del film) |
| Touch-a, Touch-a, Touch-a Touch Me                                | Janet                                        | Rocky, Brad, Frank, Magenta, Riff-Raff, Columbia | Bara di cristallo di Rocky nel laboratorio, con alcune scene della stanza di Columbia e Magenta |
| Eddie                                                             | Dottor Scott, Columbia                       | Tutti                                            | Sala da pranzo del castello, stanza di Columbia                                                 |
| Planet, Schmanet, Janet                                           | Frank-N-Furter                               | Riff-Raff, Magenta, Brad, Janet, Dottor Scott    | Gradinata e corridoi del castello, laboratorio                                                  |
| Rose Tint My World                                                | Columbia, Rocky, Brad, Janet                 |                                                  | Palco del salone-teatro                                                                         |
| Don't Dream It, Be It                                             | Frank-N-Furter                               | Brad, Janet, Columbia, Rocky, Dottor Scott       | Piscina del salone-teatro                                                                       |
| Wild And Untamed Thing                                            | Frank-N-Furter, Columbia, Rocky, Brad, Janet | Riff-Raff                                        | Palco del salone-teatro                                                                         |
| I'm Going Home                                                    | Frank-N-Furter                               | Columbia, Rocky, Brad, Janet                     | Palco e corridoio del salone-teatro                                                             |
| Superheroes (canzone tagliata nella versione statunitense)        | Brad, Janet                                  | The Criminologist                                | Esterno del castello e ufficio del criminologo                                                  |
| Science Fiction/Double Feature (Reprise)                          | Richard O'Brien (nessun personaggio)         |                                                  | Tema di chiusura                                                                                |

## Distribuzione

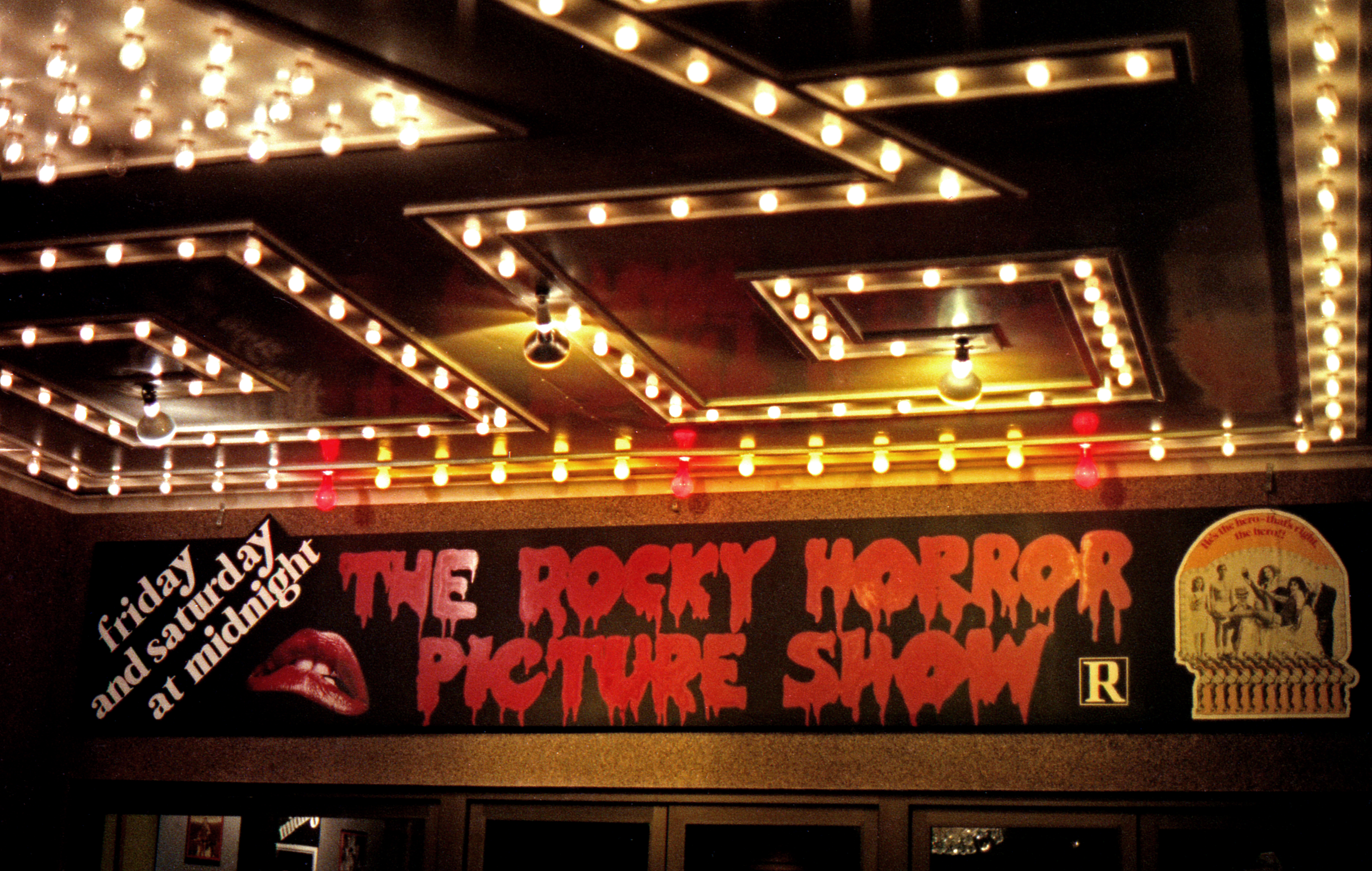
The Rocky Horror Picture Show distribuito in un cinema il 19 giugno 1978

Il film è stato distribuito dalla 20th Century Fox nel Regno Unito il 14 settembre 1975, negli Stati Uniti il 26 settembre dello stesso anno e in Italia il 19 agosto 1976.

### Edizione italiana
Il film non è mai stato doppiato in italiano nemmeno per quanto riguarda i dialoghi non cantati. Una prima edizione, circolante nelle sale cinematografiche e nel circuito televisivo con rapporto 4:3, venne rivista negli anni novanta, quando i sottotitoli vennero riscritti con più cura. Il film venne in seguito, negli anni duemila, restaurato e una nuova edizione, con rapporto originale a 1.85:1, venne distribuita anche nel circuito televisivo.
La traduzione dei dialoghi nei sottotitoli della prima edizione italiana presentava diversi problemi: ad esempio, nel brano Sweet Transvestite la frase "I'm just a sweet transvestite from Transexual Transilvania" può lasciare molteplici interpretazioni ("sono solo un semplice travestito che viene dalla transessuale Transilvania" con transessuale come aggettivo; oppure "sono solo un semplice travestito che viene da Transexual, Transilvania": come è d'abitudine negli USA dire prima la città e poi lo Stato); la traduzione italiana recita invece "sono un semplice travestito dal Pianeta Bisesso, Galassia Transilvania", disvelando così anzitempo un importante dettaglio che, narrativamente, dovrebbe emergere solo alla conclusione del film, ovvero che Frank-N-Furter, Riff Raff e Magenta sono extraterrestri.

## Influenza culturale
Il film è ricordato anche per i molteplici riferimenti alla cultura, sia americana che europea, contemporanea. Si vedono quadri famosi, il salvagente del Titanic, l'antenna della R.K.O., la Creazione di Adamo di Michelangelo sul fondo della piscina, il David di Michelangelo (simbolo di bellezza virile visibile in più scene del film, in una delle quali si nota in particolare la modifica, rispetto all'originale, degli attributi sessuali della statua, il cui fallo è assai ingrandito), La madre di James Whistler ed anche una stanza orientale, che richiama la moda delle cineserie, molto in voga alla fine del XIX secolo e il tristemente celebre suono dei bombardieri tedeschi Junkers Ju 87 della seconda guerra mondiale ripreso in moltissimi altri film per riprodurre il suono di un oggetto che precipita ad elevata velocità. Inoltre ricorre in tutto il musical l'immagine dell'American Gothic del pittore Grant Wood, che simboleggia da tempo quell'atmosfera di "horror puritano" che permea anche questo film e non ultima la Gioconda sistemata sopra il camino nel salone dove si tiene l'Annuale Convegno Transilvano.
- Una delle sigle di Mai dire Gol, programma televisivo condotto dalla Gialappa's Band, è stata una parodia del brano Time Warp del film, reinterpretato da Elio e le Storie Tese che lo hanno reintitolato Balla coi barlafüs, in cui sono ospiti fra gli altri anche il trio Aldo, Giovanni e Giacomo. Il brano è stato pubblicato nella raccolta di inediti di Elio e le Storie Tese Peerla.
- Il 18 luglio 2009 la parte iniziale di Don't Dream It, Be It è stata utilizzata per l'introduzione dell'inaugurazione dei Campionati mondiali di nuoto di Roma.
- La serie televisiva Glee ha dedicato un omaggio al film con un episodio intitolato The Rocky Horror Glee Show.
- Negli anni ottanta la cabarettista italiana Syusy Blady realizzò una cover in italiano del brano Touch-a, Touch-a, Touch Me intitolata Tocca toccami.

## Sequel
Il film ha avuto un sequel nel 1981, Shock Treatment, sempre diretto da Jim Sharman con Richard O'Brien, Patricia Quinn e Nell Campbell.

## Remake
Ne sono stati fatti due remake, entrambi per la TV.
Nel 1987 il film messicano Noche de terrock y brujas. diretto da Luis de Llano.
Nel 2016, prodotto da FOX, The Rocky Horror Picture Show: Let's Do the Time Warp Again diretto da Kenny Ortega.. Tra gli interpreti figura Tim Curry (Frank-N-Furter nella pellicola originale), come Il Criminologo.